# Hebronský protokol
Hebronský protokol (anglicky: Protocol Concerning the Redeployment in Hebron) byla dohoda, která byla mírovým ujednáním, podepsaným 17. ledna 1997, mezi Izraelem, reprezentovaným premiérem Benjaminem Netanjahuem a Organizací pro osvobození Palestiny (OOP), reprezentovanou jejím předsedou Jásirem Arafatem. Dohoda byla podepsána pod dohledem amerického ministra zahraničí Warrena Christophera a znamenala stažení izraelské armády z posledního velkého palestinského města Hebron, které ještě nebylo součástí Palestinské autonomie. Kneset dohodu ratifikoval 15. ledna 1997 a o den později se armáda z města stáhla. Město bylo rozděleno na dvě zóny, tzv. zónu Hebron 1 (H1) a Hebron 2 (H2). První zóna představovala 80 % města a byla kompletně převedena pod Palestinskou autonomii. Zbylých 20 % bylo vyhrazených pro 450 židovských osadníků, které zde zůstalo chránit na 2 000 vojáků. V zóně H2 pak mimo jiné žilo i 20 000 palestinských Arabů. Hebronský protokol navazuje na tzv. Přechodnou dohodu Oslo II.